# Kazimierz Thiel
Kazimierz Stefan Thiel (ur. 25 stycznia 1924 w Doruchowie, zm. 24 kwietnia 2015 w Warszawie) – polski geotechnik, specjalizujący się w mechanice skał, profesor nauk technicznych.

## Życiorys
Był synem Stanisława Thiela, najmłodszym z czwórki rodzeństwa. Z całej rodziny tylko on przeżył II wojnę światową. Pracę w rodzinnym majątku połączył ze studiami na Politechnice Wrocławskiej, które ukończył w 1950 roku. Po ich ukończeniu przeniósł się do Warszawy. W 1958 roku uzyskał stopień doktora, a w 1964 doktora habilitowanego na Politechnice Warszawskiej. W 1973 roku otrzymał stopień profesora nadzwyczajnego, a w 1982 profesora zwyczajnego nauk technicznych. W 1991 został członkiem korespondentem PAN, a w 1998 członkiem rzeczywistym.
Zawodowo był związany z Instytutem Budownictwa Wodnego Polskiej Akademii Nauk, Centre Experimental des Recherses et d'Etudes du Batiment et des Travaux Publics w Paryżu oraz Ecole Nationale Polytechnique w Algierze.
Brał czynny udział, jak również był organizatorem badań, na wielu budowach hydrotechnicznych m.in.: zapory w Niedzicy, Besku, Dobczycach, Klimkówce, Młotach. Zajmował się zboczami zagrożonymi osuwiskami, m.in.: w Stróży, Lipowicy, Dobczycach, Szymbarku, Kotelnicy, Tresnej.
14 stycznia 2008 Politechnika Warszawska przyznała mu tytuł doktora honoris causa.
Spoczywa na cmentarzu Powązkowskim (kwatera 284d wprost-1-29).

## Stanowiska
- 1959–1960 staż naukowy w Centre Expérimental des Recherses et d’Etudes du Bâtiment et des Travaux Publics w Paryżu
- 1960–1963 Kierownik zakładu w filii ww. Instytutu w Casablance w Maroku
- 1981–1984 Kierownik Studium Doktoranckiego w Politechnice Algierskiej
- 1989–1995 Zastępca sekretarza Wydziału IV Nauk Technicznych Polskiej Akademii Nauk
- 1992–2002 Przewodniczący Zespołu Nagród Naukowych przy Prezesie Rady Ministrów RP[2]

## Członkostwa
- od 1975 przewodniczący Sekcji Mechaniki Gruntów i Skał oraz Fundamentowania) Komitetu Inżynierii Lądowej i Wodnej PAN
- 1991-2006 Członek Prezydium PAN
- 1989-2002 Członek Prezydium PAN zastępca przewodniczącego, przewodniczący Wydziału IV Nauk Technicznych PAN
- Członek Polskiego Komitetu Międzynarodowej Komisji Wielkich Zapór[2][5]

## Nagrody i odznaczenia
- 1976, 1978, 1987 - Indywidualna Nagroda Prezesa PAN, Zespołowa Nagroda Sekretarza Naukowego PAN
- 1989 - Krzyż Kawalerski Orderu Odrodzenia Polski
- 1999 - Krzyż Oficerski Orderu Odrodzenia Polski
- 2004 - Krzyż Komandorski Orderu Odrodzenia Polski
- 2002 - Nagroda Zespołowa I stopnia Rektora Politechniki Warszawskiej za osiągnięcia naukowe
- 2008 - Doktor honoris causa Politechniki Warszawskiej

## Wybrane publikacje
- Mechanika skał w inżynierii wodnej (1980, ISBN 83-01-01822-4)
- Projektowanie i wykonanie automatycznych systemów kontroli zboczy: na przykładzie zbocza osuwiskowego w Tresnej (1993, współautorstwo, ISBN 83-85708-02-2)
- Zjawiska osuwiskowe w polskich Karpatach fliszowych : geologiczno-inżynierskie właściwości wybranych osuwisk (1997, współautorstwo, ISBN 83-85708-23-5)
- Osuwiska we fliszu Karpat polskich: geologia, modelowanie obliczenia stateczności (1999, współautorstwo, ISBN 83-85708-33-2)